# Château de Montperroux
Le château de Montperroux est un château fort de la fin du XIIe siècle situé sur la commune de Grury, en Saône-et-Loire. Il a été inscrit monument historique en totalité par arrêté du 17 juillet 2014.

## Description
Lové sur un promontoire, dans la vallée de l'Arroux, entre Issy-l'Évêque et Grury, à 38 km au Sud-Ouest d'Autun par la route, ce château, avec son homologue le château de Faulin (aussi à Grury), contrôlait les voies entre Bourbonnais, Morvan et Bourgogne.
En forme de quadrilatère, il possédait un pont-levis (détruit) et quatre tours dont trois subsistent. Celle circulaire à l'angle sud-ouest, possède un toit conique. Les autres tours nord-ouest et sud-est sont quadrangulaires mais incomplètes. Celle du nord-ouest est légèrement décalée vers l'est. L'entrée se fait là où se trouvait la tour nord-est, via un chemin de terre qui donne directement dans une cour intérieure possédant un puits. Un corps de logis flanqué d'une esplanade occupe le côté sud. Ce corps de logis est assis sur des caves voûtées. Les autres ailes regroupent des dépendances. Le château est bordé par des prés sur trois côtés, et à l'est, à petite distance par des bâtiments agricoles.
Entre 1982 et 2011, Pierre Boudeville s'est efforcé de rendre aux lieux leurs aspect Renaissance, en relevant les murs (sauvegarde des sculptures), en arrachant la végétation envahissante et en réparant les toitures et restaurant les huisseries et charpentes décorées.

## Historique
Le château fut vraisemblablement bâti à la fin du XIIe siècle par des officiers royaux. Le nom Montperroux ( mont pierreux en latin) apparaît pour la première fois dans les archives en 1134, dans le cartulaire de l'Eglise d'Autun, lorsqu'un certain Robertus de Monte Petroso est cité comme témoin pour la restitution d'une terre aux chanoines d' Autun.
Puis, la baronnie de Montperroux avait été détachée des terres de l'évêché d'Autun au profit d'un cadet de la famille de Bourbon-Lancy.  
En 1264 et 1270, Philippe de Bourbon, seigneur de Montperroux, rend respectivement hommage à Hugues IV de Bourgogne et Girard de La Roche de Beauvoir (évêque d'Autun), pour ce château. En 1475, les troupes de Louis XI attaquent le château et, en 1485, Philippe de Bourbon (deuxième du nom), sans héritiers, le lègue en viager à Jean Palatin de Dyo, seigneur de Vesvres.
De 1485 à 1732, les Dyo se succèdent. En 1795, Jean Baptiste Mathieu, maire de Grury, l'achète en tant que bien national. À partir de 1856 jusqu'à la fin du XXe siècle, le château passe d'agriculteurs en agriculteurs : faute d'entretien, il menace ruines.
Propriété de Madame Polissard (du printemps 1980 à 1982), Pierre Boudeville, à la recherche d'un château à restaurer, après plusieurs visites, devient acquéreur du domaine. De 1982 à 2011, un long et patient travail de restauration est entrepris par la famille Boudeville.
En avril 2009, le député Jean-Paul Anciaux remet à Pierre Boudevile une somme de 6 000 euros destinés à la restauration et à la parution d'un livre sur le château. Les 28 et 29 mai 2011, c'est un édifice restauré qui reçoit le public ainsi que pour les journées du patrimoine 2011.

## Armoiries
- Maison de Bourbon-Montperroux porte : d'or au lion de gueules, à l'orle de treize coquilles de gueules.
- Maison de Dyo-Montperroux porte : fascé d'or et d'azur de six pièces, à la bordure de gueules.